# Joanna Balasz
Joanna Balasz również jako Joanna Balas (ur. 16 lipca 1991) – polska aktorka teatralna i filmowa.

## Życiorys
W 2018 roku ukończyła studia na Wydziale Aktorskim Akademii Teatralnej im. Aleksandra Zelwerowicza w Warszawie. Od 2016 jest aktorką Teatru Capitol w Warszawie.
Szerszą rozpoznawalność przyniosły jej role w takich produkcjach jak film Miłość jest wszystkim (2018) w reżyserii Michała Kwiecińskiego, pierwszoplanowa rola w serialu Odwróceni. Ojcowie i córki (2019) oraz Wojenne dziewczyny (2017–2019) czy  Zawsze warto (2019–2020).

## Życie prywatne
Jest związana ze środowiskiem LGBT+, od 2017 w związku z Ivy Piotrowską.

## Filmografia
| Rok       | Tytuł                                 | Rola                                                                       | Uwagi           |
| --------- | ------------------------------------- | -------------------------------------------------------------------------- | --------------- |
| 2015      | Na Wspólnej                           | koleżanka Tomka                                                            | odc. 2331       |
| 2015      | Ostatni klaps                         | asystentka Marka                                                           |                 |
| 2016      | O mnie się nie martw                  | striptizerka Anita „Lily”                                                  | odc. 65         |
| 2017–2019 | Wojenne dziewczyny                    | Rozalia                                                                    |                 |
| 2018      | W rytmie serca                        | Izabela, niepełnosprawna                                                   | odc. 20         |
| 2018      | Plan B                                | dziewczyna w klubie                                                        |                 |
| 2018      | Nina                                  | dziewczyna Loli                                                            |                 |
| 2018      | Miłość jest wszystkim                 | Roma, siostra Wandy                                                        |                 |
| 2018      | Barwy szczęścia                       | masażystka Teresa                                                          | odc. 1941, 1943 |
| 2019      | Ojciec Mateusz                        | Patrycja, dziewczyna Julka                                                 | odc. 287        |
| 2019      | Odwróceni. Ojcowie i córki            | Lidia Grześkowiak, córka Pawła, policjantka w Komendzie Stołecznej Policji |                 |
| 2019      | Na dobre i na złe                     | Maja, żona Kamila                                                          | odc. 746, 747   |
| 2019–2020 | Zawsze warto                          | Kasia Skrzypczak, przyjaciółka Marty                                       |                 |
| 2020      | Pierwsza miłość                       | Hanna                                                                      |                 |
| 2020      | Komisarz Alex                         | Wera Szafran, szefowa marketingu firmy                                     | odc. 167        |
| 2021      | Krucjata. Prawo serii                 | animatorka „Zostań gwiazdą”                                                | odc. 4          |
| 2022      | Gdzie diabeł nie może, tam baby pośle | ekskluzywna panienka                                                       |                 |
| 2024      | Cisza nocna                           | Aneta, żona Pawła                                                          |                 |
| 2024      | Śleboda                               | Kaśka Kalenica                                                             |                 |
| 2024      | Matki pingwinów                       | zawodniczka Agata                                                          |                 |

Sporządzono na podstawie materiału źródłowego.